# Thomas Gataker
Thomas Gataker (Londra, 4 settembre 1574 – Cambridge, 27 giugno 1654) è stato un teologo e religioso inglese.

## Biografia
Nacque a Londra, figlio di Thomas Gatacre. Fu educato presso St John's College, Cambridge. Dal 1601 al 1611 tenne la prima nomina come predicatore presso la società Lincoln's Inn, che poco dopo rassegnò le dimissioni per accettare il ruolo di rettore a Rotherhithe. Nel 1642 fu scelto come membro del Westminster Assembly.
Egli disapprova l'introduzione dell'Alleanza e si dichiarò favorevole all'episcopato. Era uno dei quarantasei chierici di Londra che non avevano approvato il processo di Carlo I.
Si impegnò a una controversia pubblica con l'astrologo William Lilly, che aveva menzionato Gataker in un almanacco.

## Opere

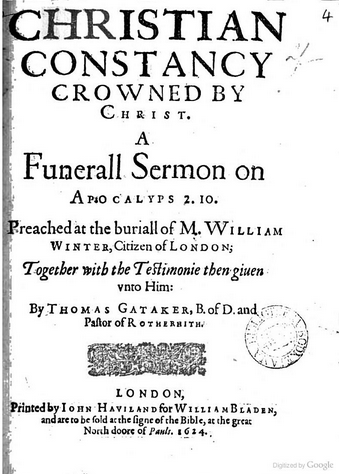
Christian constancy crowned by Christ, 1624, Thomas Gataker

Le sue opere principali, oltre ad alcuni volumi di sermoni, sono:
- Of the Nature and Use of Lots (1619), un curioso trattato che ha portato al suo accusato al favorire i giochi d'azzardo.[3] La seconda edizione del 1627 conteneva una confutazione della critica di James Balmford. Fu modificato e ripubblicato nel 2008 come  The Nature and Uses of Lotteries.[4] Conall Boyle (ed.)[5] Imprint Academic.[6]
- Dissertatio de stylo Novi Testamenti (1648)
- Cinnus, sive Adversaria miscellanea, in quibus Sacrae Scripturae primo, deinde aliorum scriptorum, locis aliquam multis lux redditur (1651), alla quale è stata successivamente sottomesso il titolo Adversaria Posthuma
- Edizione di Meditations di Marcus Aurelius (1652)[7]